# Glodesindis
Glodesindis (Glodesind, Glodesinda, Chlodesendis, Clodesinda, Glodsendis, Glossine, Glodesinde, Godesludis) (¿? - 608) fue una abadesa franca de la zona de Metz. Es considerada santa por la Iglesia católica y ortodoxa y su festividad es el 25 de julio.

## Biografía
De acuerdo con la Vita nació durante el reinado de Childerico I y se supone que su padre era Wintron Dux, un noble de la corte de Austrasia (y puede que el mismo que estuvo relacionado en el asesinato de la reina Brunilda en 598), y su madre era Gudila. 
Cuando creció, sus padres tenían pensado desposarla con Obolenus, pero ella se negó por su firme intención de destinar su vida a la devoción religiosa. De todas maneras, sus padres consiguieron convencerla para desposarse, aunque poco antes de la consumación del matrimonio, Obolenus fue condenado a ser decapitado por motivos que no están muy claros. Su padre intentó persuadirla para tomar un segundo marido pero ella huyó a Metz. Allí construiría un monasterio con cabida para más de un centenar de monjas. Murió en el 608 (según Lechner en el 610), a la edad de 30 años. 

## Veneración
La figura de la santa fue venerada en seguida por su obras y milagros. Pero no hay una evidencia fechada hasta el 830, donde se data una recolección de reliquias. En 1791, las monjas del monasterio defendieron las reliquias de la santa ante la posible profanación de la revolución y fueron trasladados a Kapellt para rendirles culto en una iglesia que lleva su nombre. 